# Alice in Wonderland (2010)
Alice in Wonderland is een Amerikaanse film van Tim Burton die in 2010 werd uitgebracht. Het gaat om een verfilming van de boeken Alice's Adventures in Wonderland en Through the Looking-Glass van schrijver Lewis Carroll, en een remake van de tekenfilm Alice in Wonderland uit 1951. De hoofdrollen worden vertolkt door Mia Wasikowska, Johnny Depp, Anne Hathaway en Helena Bonham Carter. 
De film werd in 3-D vertoond en is een combinatie van live-action en motion capture. De film kwam tevens 2-D uit. De film won twee Oscars tijdens de 83ste Oscaruitreiking, voor beste artdirection en beste kostuums.

## Verhaal
Alice is 19 jaar oud wanneer ze op het punt staat om, min of meer gedwongen, een verloving aan te gaan. Ze wil dit niet en vlucht daarom. Ze volgt een wit konijn tot in Wonderland. Dertien jaar eerder was ze hier ook al eens geweest, maar dat herinnert ze zich niet meer. Ze weet alleen nog dat ze vroeger rare dromen had over witte konijnen, blauwe rupsen en nog veel meer rare dingen. Destijds regeerde de Witte Koningin in Wonderland, maar nu is ze van haar troon gestoten door haar zus, de Rode Koningin. 
Samen met andere bekende inwoners van Wonderland, zoals de Gekke Hoedenmaker (Johnny Depp) en de Cheshire Cat (Stephen Fry), moet ze proberen de macht van de Witte Koningin te herstellen en de Rode Koningin te verslaan. Eerst wil ze er niet aan toegeven dat zij de juiste Alice is, hoewel Absolem, de blauwe rups, haar dat min of meer vertelt, maar als haar vriend, de Gekke Hoedenmaker, in gevaar is, gaat ze naar het kasteel van de Rode Koningin om hem en haar andere ontvoerde vrienden te redden. Na het eten van de cake waarvan ze groeit, doet ze zich voor als Um uit Umbridge. De Rode Koningin herkent haar niet en laat haar toe in het kasteel, waar de Gekke Hoedenmaker het tot persoonlijke hoedenmaker van de Rode Koningin heeft weten te schoppen. Ze ontsnappen en vluchten naar het kasteel van de Witte Koningin. Die vraagt haar of ze met het Larieloeder (ofwel de Wauwelwok) wil vechten, om zo de Rode Koningin te verslaan, aangezien het Larieloeder haar sterkste troef is. Alice verslaat het monster door zijn hoofd eraf te hakken. De Rode Koningin wordt verbannen en de Witte Koningin regeert nu weer Wonderland. Ze zorgt dat Alice naar huis gaat.  
Weer thuis vertelt Alice dat ze niet wil trouwen, maar reizen.  Aan het eind is ze even te zien op een schip, wat dus betekent dat ze haar droom waar heeft gemaakt. Een blauwe vlinder komt nog even op haar schouder zitten; dit is Absolem.

## Rolverdeling
- Mia Wasikowska - Alice Kingsleigh (Nederlandse stem: Lizemijn Libgott) (Vlaamse stem: Aline Goffin)
  - Mairi Ella Challen - jonge Alice (Nederlandse stem: Elaine Hakkaart)
- Johnny Depp - Mad Hatter / Gekke Hoedenmaker (Nederlandse stem: Pepijn Gunneweg) (Vlaamse stem: Dieter Troubleyn)
- Helena Bonham Carter - Red Queen /  Rode Koningin (Nederlandse stem: Hadewych Minis) (Vlaamse stem: Myriam Bronzwaar)
- Anne Hathaway - White Queen / Witte Koningin (Nederlandse stem: Peggy Vrijens) (Vlaamse stem: Nele Bauwens)
- Crispin Glover - Knave of Hearts (Hartenschelm of Hartenboer) (Nederlandse stem: Tony Neef) (VLaamse stem: Peter Thyssen)
- Matt Lucas - Tweedledum & Tweedledee (Nederlandse stem: Thijs van Aken) (Vlaamse stem: Adriaan van den Hoof)
- Michael Sheen - White Rabbit/Witte Konijn (Nederlandse stem: Florus van Rooijen) (Vlaamse stem: Peter van Gucht)
- Stephen Fry - Cheshire Cat (Nederlandse stem: Hajo Bruins) (Vlaamse stem: Rikkert van Dijck)
- Alan Rickman - Absolem (Blauwe Rups) (Nederlandse stem: Filip Bolluyt) (Vlaamse stem: Anton Cogen)
- Barbara Windsor - Mallymkun the Dormouse / de Zevenslaper (Nederlandse stem: Patty Paff) (Vlaamse stem: Sien Eggers)
- Paul Whitehouse - The March Hare / de Maartse Haas (Nederlandse stem: Huub Dikstaal) (Vlaamse stem: Jan Bijvoet)
- Timothy Spall - Bayard the Blooddog / Bayard de Bloedhond (Nederlandse stem: Leo Richardson)
- Marton Csokas - Charles Kingsleigh (Nederlandse stem: Finn Poncin)
- Tim Pigott-Smith - Lord Ascot (Nederlandse stem: Sander de Heer)
- Lindsay Duncan - Helen Kingsleigh (Nederlandse stem: Tanneke Hartzuiker)
- Geraldine James - Lady Ascot (Nederlandse stem: Beatrijs Sluijter)
- Leo Bill - Hamish (Nederlandse stem: Trevor Reekers)
- Frances de la Tour - Aunt Imogene (Nederlandse stem: Hilde de Mildt)
- Michael Gough - De Dodo (Nederlandse stem: Hero Muller)
- Imelda Staunton - Tall Flower Faces /  Lange Bloemen Gezichten (Nederlandse stem: Beatrijs Sluijter)
- Christopher Lee - Jabberwocky (Nederlandse stem: Hero Muller)
- Jim Carter - Executioner (Nederlandse stem: Hans Hoekman)

De Nederlandse overige stemmen werden ingesproken door Elise Fennis, Tanneke Hartzuiker, Sander de Heer, Hans Hoekman, Bob van der Houven, Frans Limburg, Marne Miesen, Hilde de Mildt, Hero Muller, Finn Poncin, Trevor Reekers, Beatrijs Sluijter, Rosanne Thesing en Fleur van de Water.

## Live-action en motion capture
De opnames van de film waren een combinatie van live-action en motion capture. Zo zijn verscheidene personages gedeeltelijk met de computer geanimeerd en gedeeltelijk echt. Vaak ging het om met de computer geanimeerde lichamen, waar men nadien dan het gezicht van een acteur of actrice aan toevoegde. Sony Pictures Imageworks zorgde voor de visuele effecten. De scènes werden in 2D gefilmd en nadien omgezet in 3D, omdat filmen met 3D-camera's te duur was. Bovendien vonden de filmmakers dat het hetzelfde effect had als filmen in 3D. James Cameron, een fervent voorstander van 3D en 3D-camera's, "vond de keuze van de filmmakers niet logisch".

## Musical
Disney Theatrical Productions liet weten in gesprek te zijn met de makers van de film, om er een musical van te maken. In 2011 werd bevestigd dat er een musical zou verschijnen. Wanneer was nog onbekend.

## Release
De film ging officieel in première in België en Nederland op 10 maart 2010, maar vanaf 5 maart 2010 waren er op veel plaatsen al voorpremières. De Nederlandse Vereniging van Bioscoopexploitanten had opgeroepen om de film te boycotten, omdat distributeur Walt Disney Studios Motion Pictures de film al in juni wilde uitbrengen op dvd. Dit zou betekend hebben dat er maar drie in plaats van vier maanden zouden liggen tussen de bioscooppremière en de dvd-uitgave, wat zou indruisen tegen de gemaakte afspraken. De ketens Pathé, Minerva, Wolff Cinema Groep en Utopia/Utopolis wilden aan de boycot meedoen, enkele andere theaters hadden aangegeven niet mee te doen. Pathé besloot de film toch uit te brengen, nadat het had bedongen dit al op 5 maart te mogen doen. De andere Nederlandse uitbaters hebben de boycot ook opgezegd.
Ook in België werd de boycot tegen de film opgeheven.

## Sequel
In december 2012 werd er voor het eerst gesproken over een verfilming van het vervolg op Alice in Wonderland, Alice Through the Looking Glass. Nadat in de jaren daarna de belangrijkste hoofdrolspelers uit de eerstgenoemde film hiervoor opnieuw konden worden vastgelegd, kon men in de loop van 2014 met de opnamen starten. Op 10 mei 2016 beleefde deze film z'n wereldpremière in Londen; op 26 mei ging de film in Nederland in première.